# Мария-Деспина Палеологина
Вижте пояснителната страница за други личности с името Мария.
Мария-Деспина Палеологина (на гръцки: Μαρία Δέσποινα Παλαιολογίνα; на персийски: دسپنه خاتون, Деспина̀-хату̀н) е византийска принцеса и съпруга на монголския хан Абага хан (1234 – 1282).
Мария-Деспина е незаконна дъщеря на византийския император Михаил VIII Палеолог (упр. 1258 – 1282), от Дипловатацина.
Хулагу хан, чийто Илханат обхващал част от земите на днешна Турция, Иран и Пакистан, за да закрепи традиционно добрите отношения с Византия, пожелава да се сроди с византийското императорско семейство, като приеме в харема си принцеса от Палеолговия род. За тази цел ханът започва преговори с император Михаил VIII Палеолог, който решил да изпрати на Хулагу хан незаконната си дъщеря Мария-Деспина. Сестрата на Мария-Деспина – Ефросина Палеологина, която също е незаконна дъщеря на Михаил VIII Палеолог, е дадена за съпруга на Ногай, хан на Златната орда. И двамата монголски владетели са известни с толерантното си отношение към християните, живеещи във владенията им.
Мария-Деспина напуска Константинопол през 1265 г., придружена от игумена на манастира „Пантократор“ и от патриарха на Антиохия, Евтимий. Когато пристигат в столицата на Илханата, те разбират, че Хулагу-хан е починал. Това налага Мария-Деспина да бъде омъжена за неговия син и наследник Абага хан. В монголския Илханат Мария-Деспина води благочестив живот и се ползва със значително влияние върху политиката и религиозните възгледи на монголите, голяма част от които вече били християни-несториани. Водач на монголските християни дотогава е другата съпруга на Абага хан, Дукуз хатун, която също е християнка. След нейната смърт през 1265 г. Мария-Деспина заема мястото ѝ на покровителка на християните в Илханата и е наречена от монголците Деспина-хатун.
Мария-Деспина пребивава в Илханата в продължение на 15 години до смъртта на Абага хан, който е отровен от брат си Ахмед. След смъртта на съпруга си Мария-Деспина се завръща в Константинопол.
След завръщането на Мария-Деспина във Византия, брат ѝ, император Андроник II Палеолог, предлага ръката ѝ на монголския княз Чарбанда, управител на Персия и бъдещ хан на Монголския илханат. В замяна на ръката ѝ Чарбанда обещава да подкрепи Византия с тридесетхилядна войска в борбата ѝ срещу османските турци, които заплашвали да превземат град Никея. Андроник II изпраща Мария-Деспина в Никея, за да окуражи защитниците на града и да съдейства за ускоряването на преговорите с монголските пратеници, които по това време се намирали в Никея. Мария-Деспина дори се среща с турския султан Осман I, когото заплашва с монголските войски. Разбрал какво му готвят ромеите, Осман I обсажда и превзема крепостта Трикока, която държала подстъпите към Никея, преди монголските войски да достигнат до града.
Разгневен, Андроник II отзовава сестра си обратно в Константинопол, разтрогнал годежа ѝ за Чарбанда, и я принудил да се замонаши в константинополския манастир „Панагиотиса“, на който Мария-Деспина е и ктиторка. Приела монашеското име Мелания, Мария-Деспина остава в манастира до края на живота си. След смъртта на Мария-Деспина църквата на манастира, носеща името Дева Мария, започва да се нарича Църквата на Св. Мария Монголска, въпреки че Мария-Деспина никога не е била канонизирана за светица от Православната църква. По-късно турците наричат храма „Кървавата църква“ (на турски: Kanli Kilise), заради голямото клане, което било извършено в нея при превземането на Константинопол през 1453 г. След падането на града с разрешение на султан Мехмед II в църквата „Света Мария Монголска“ продължили да се отслужват християнски литургии.
В преддверието на църквата „Христос Спасител“ в Истанбул е запазен портрет на Мария-Деспина, на който тя е изобразена като монахиня